# Birnlücke
Birnlücke (2.665 m.o.h.) er et grænsepas i vestenden af bjergkæden Hohe Tauern i Østrig, mellem Venedigergruppen og de tilstøende Zillertal-Alperne. Passet har siden 1919 dannet grænsen mellem Østrig og Italien (den østrigske delstat Salzburg og den Italienske region Sydtyrol). Også dalene Krimmler Achental og Tauferer Ahrntal, Naturpark Rieserferner-Ahrn og Nationalpark Hohe Tauern mødes her.
Indtil Schengenaftalen var der også en regulær grænsestation ved Krimmler Tauern 2.634 m.o.h.
I nærheden, mod syd i 2.441 meters højde ligger Club Alpino Italianos Birnlückenhütte (Rifugio Tridentina) der blev opført i 1900 og er opkaldt efter passet.

## Navn
Navnet Birnlücke er en forvanskning af et ældre navn, i 1888 blev passet kaldt Pyrlücke, efter de gamle navne for vandløbet Pirra eller Birlbach, i Ahrntal. Det Italienske navn var Forcella del Picco.